# Vaudrey
Vaudrey és un municipi francès situat al departament del Jura i a la regió de Borgonya - Franc Comtat. L'any 2007 tenia 367 habitants.

## Demografia

### Població
El 2007 la població de fet de Vaudrey era de 367 persones. Hi havia 149 famílies de les quals 47 eren unipersonals (31 homes vivint sols i 16 dones vivint soles), 43 parelles sense fills, 43 parelles amb fills i 16 famílies monoparentals amb fills.
La població ha evolucionat segons el següent gràfic:
Habitants censats

### Habitatges
El 2007 hi havia 165 habitatges, 148 eren l'habitatge principal de la família, 9 eren segones residències i 9 estaven desocupats. 129 eren cases i 35 eren apartaments. Dels 148 habitatges principals, 108 estaven ocupats pels seus propietaris, 36 estaven llogats i ocupats pels llogaters i 3 estaven cedits a títol gratuït; 1 tenia una cambra, 8 en tenien dues, 17 en tenien tres, 34 en tenien quatre i 88 en tenien cinc o més. 138 habitatges disposaven pel capbaix d'una plaça de pàrquing. A 73 habitatges hi havia un automòbil i a 62 n'hi havia dos o més.

### Piràmide de població
La piràmide de població per edats i sexe el 2009 era:
| Homes | Edats   | Dones |
| ----- | ------- | ----- |
| 0     | 95 o +  | 0     |
| 0     | 90 a 94 | 4     |
| 0     | 85 a 89 | 0     |
| 0     | 80 a 84 | 4     |
| 0     | 75 a 79 | 8     |
| 8     | 70 a 74 | 4     |
| 4     | 65 a 69 | 4     |
| 8     | 60 a 64 | 12    |
| 12    | 55 a 59 | 8     |
| 8     | 50 a 54 | 36    |
| 8     | 45 a 49 | 4     |
| 16    | 40 a 44 | 4     |
| 8     | 35 a 39 | 16    |
| 16    | 30 a 34 | 8     |
| 8     | 25 a 29 | 12    |
| 4     | 20 a 24 | 4     |
| 12    | 15 a 19 | 0     |
| 12    | 10 a 14 | 20    |
| 8     | 5 a 9   | 20    |
| 16    | 0 a 4   | 4     |

## Economia
El 2007 la població en edat de treballar era de 225 persones, 162 eren actives i 63 eren inactives. De les 162 persones actives 151 estaven ocupades (86 homes i 65 dones) i 11 estaven aturades (4 homes i 7 dones). De les 63 persones inactives 20 estaven jubilades, 22 estaven estudiant i 21 estaven classificades com a «altres inactius».

### Ingressos
El 2009 a Vaudrey hi havia 147 unitats fiscals que integraven 389 persones, la mediana anual d'ingressos fiscals per persona era de 15.218 €.

### Activitats econòmiques
Dels 18 establiments que hi havia el 2007, 1 era d'una empresa alimentària, 2 d'empreses de fabricació d'altres productes industrials, 4 d'empreses de construcció, 1 d'una empresa de comerç i reparació d'automòbils, 1 d'una empresa de transport, 1 d'una empresa d'hostatgeria i restauració, 2 d'empreses financeres, 1 d'una empresa immobiliària, 3 d'empreses de serveis, 1 d'una entitat de l'administració pública i 1 d'una empresa classificada com a «altres activitats de serveis».
Dels 2 establiments de servei als particulars que hi havia el 2009, 1 era un paleta i 1 restaurant.
L'any 2000 a Vaudrey hi havia 18 explotacions agrícoles que ocupaven un total de 888 hectàrees.

## Equipaments sanitaris i escolars
El 2009 hi havia una escola elemental integrada dins d'un grup escolar amb les comunes properes formant una escola dispersa.

## Poblacions properes
El següent diagrama mostra les poblacions més properes.